# تشلسي ولف
تشلسي ولف (بالإنجليزية: Chelsea Wolfe)‏ هي مغنية ومغنية مؤلفة وملحنة وموسيقية أمريكية، ولدت في 14 نوفمبر 1983 في روزفيل في الولايات المتحدة.

## وصلات خارجية
- الموقع الرسمي
- تشلسي ولف على موقع IMDb (الإنجليزية)
- تشلسي ولف على موقع روتن توميتوز (الإنجليزية)
- تشلسي ولف على موقع ميوزك برينز (الإنجليزية)
- تشلسي ولف على موقع أول ميوزيك (الإنجليزية)
- تشلسي ولف على موقع ديسكوغز (الإنجليزية)
- تشلسي ولف على موقع قاعدة بيانات الفيلم (الإنجليزية)